# XTR-101/102
 (juin 2022).
Les XTR-101 et XTR-102 sont deux systèmes d'armes à distance de défense automatiques rapprochée de 20 mm produits par l'Institut national des sciences et technologies Chung-Shan de Taïwan. Le XTR-101 comporte un seul canon T-75 tandis que le XTR-102 en comporte deux montés côte à côte. Avec les capteurs, l'alimentation et l'équipement de commande et de contrôle associés, le système forme un système d'arme de défense automatisé à courte portée.

## Description
Les tourelles peuvent pivoter sur 360° à une vitesse maximale de 60° par seconde avec une élévation de -15° à 85°. Les deux systèmes disposent d'une identification par imagerie optique embarquée, d'un suivi de cible et d'un contrôle de tir. Il peut être monté sur des véhicules blindés, des navires de guerre et des positions fixes au sol.

## Développement
Avec le retrait des garnisons, les forces armées de la république de Chine ont commencé à chercher des moyens d'automatiser les défenses côtières dangereuses et éloignées. Le canon T-75 est basé sur le canon américain M39 et a été développé à Taiwan. Les systèmes d'armes ont été exposés pour la première fois à l'exposition des technologies de l'aérospatiale et de la défense de Taipei en 2013. Les tests ont commencé en 2014 avec des essais de tir réel organisés dans une base navale du comté de Kinmen.